# Shootout
Gli shootout sono una variante dei rigori in alcuni sport di squadra.

## Definizione
Come i tradizionali rigori, il loro utilizzo è riservato alle competizioni con eliminazione diretta qualora le squadre concludano in parità l'incontro.

### Hockey su ghiaccio

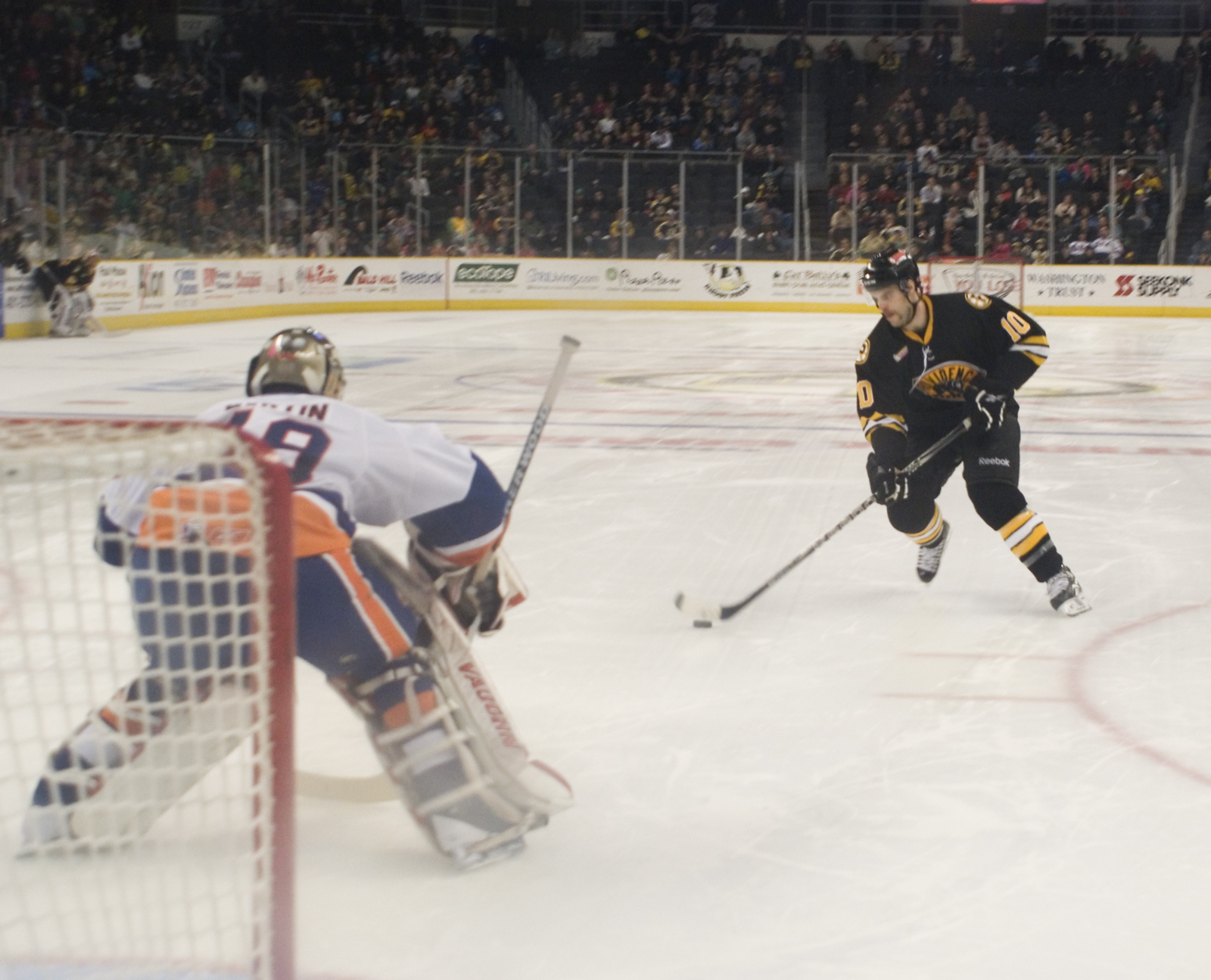
Un rigore nell'American Hockey League (2011)

Nell'hockey su ghiaccio, lo shootout è assegnato quando l'ultimo difensore commette un fallo sull'avversario in possesso del disco. È eseguito partendo dal centro della pista: l'attaccante, fronteggiato dal portiere dell'altra squadra, dispone di un solo tiro per segnare. Conclusa l'esecuzione (il cronometro viene fermato per il tempo necessario), la partita riprende dall'ingaggio.
Gli shootout sono previsti anche dopo i supplementari, con eventuale proseguimento ad oltranza, per gare terminate in parità. Inoltre, sono presenti anche per la variante su slittino.

### Calcio
Nello sport del calcio, furono usati negli anni '70 e '80 dalla NASL come variante dei tiri di rigore per la loro componente "spettacolare": l'esperimento fu ripreso anche dalla MLS per quattro stagioni, dal 1996 al 1999.
Diversamente dal normale rigore, il calciatore partiva a 30 metri dalla porta e disponeva di 5" per la conclusione; il portiere avversario era libero di avanzare verso il tiratore per chiudergli lo specchio della porta, per cui la realizzazione di un gol prevedeva solitamente un tiro particolarmente angolato, un dribbling al portiere o un pallonetto.
L'idea è stata utilizzata anche in Italia in competizioni non ufficiali, come ad esempio triangolari amichevoli estivi con gare da 45 minuti per decretare un vincitore in caso di pareggio, come nel triangolare "Birra Moretti", un torneo estivo tenuto sino al 2008, relativo all'edizione disputata al San Nicola di Bari il 3 agosto del 2004 tra Palermo, Juventus e Inter.